# Gina (opera)
Gina è un'opera lirica in tre atti di Francesco Cilea su libretto di Enrico Golisciani. Fu rappresentata per la prima volta il 9 febbraio 1889 nel teatro del Conservatorio di San Pietro a Majella di Napoli.
Si tratta del lavoro che Cilea compose come saggio finale per il suo corso di studi. La prima rappresentazione ottenne un buon successo, ma in seguito l'opera non venne più ripresa. La prima rappresentazione moderna ebbe luogo al Teatro Rendano di Cosenza nel novembre 2000, e lo spettacolo l'anno successivo fu ripreso anche a Roma; da questa rappresentazione fu ricavata un'edizione discografica su etichetta Bongiovanni. Nel 2017 l'opera è stata allestita al Teatro Malibran di Venezia. Nello stesso anno è stato rinvenuto il Coro d'Introduzione dell'opera, eseguito per la prima volta in una messinscena dell'opera a Reggio Calabria, il 28 febbraio 2025, a cura del Conservatorio di musica "F. Cilea" di Reggio Calabria, presso il reggino Teatro Cilea.

## Trama
L'opera, ambientata in Francia all'inizio del XIX secolo, durante le guerre napoleoniche (presente nel libretto è un riferimento alla battaglia di Jena e alla campagna di Russia, nonché diverse menzioni dell'"Imperator") racconta la storia a lieto fine dell'amore tra Gina e Giulio. Giulio si offre di sostituire Uberto, fratello di Gina, nel servizio militare. Gina, pur senza averlo conosciuto personalmente, gli promette amore. Quando Giulio torna, anni dopo, non ha più con sé l'anello fattogli avere da Gina in pegno, ma l'amore tra i due trionfa comunque grazie all'intervento di Flamberge, commilitone di Giulio che reca con sé l'anello perduto dall'amico.

## Brani scelti
- Essa è là... Sempre deserto e bruno  (romanza di Giulio, atto I)
- Addio, addio, ti dico addio (romanza di Uberto, atto II)
- E la campagna è bella la mattina (romanza di Gina, atto III)

## Discografia
- Anna Lucia Alessio (Gina), Laura Brioli (Lilla), Gianluca Terranova (Giulio), Fabio Maria Capitanucci (Uberto), Andrea Porta (Flamberge), Christopher Franklin (direttore), Orchestra Philharmonia Mediterranea, Coro Solisti Cantori, Bongiovanni GB2302/03